# Otostigmus dolosus
Otostigmus dolosus är en mångfotingart som beskrevs av Carl Graf Attems 1928. Otostigmus dolosus ingår i släktet Otostigmus och familjen Scolopendridae.
Artens utbredningsområde är Paraguay.

## Underarter
Arten delas in i följande underarter:
- O. d. argentinensis
- O. d. dolosus